# Североафриканский прыгунчик
Североафриканский прыгунчик (лат. Petrosaltator rozeti) — млекопитающее семейства прыгунчиковых (Macroscelididae). Относится к монотипическому роду Petrosaltator; до публикации в 2016 году результатов молекулярно-генетического исследования рассматривался внутри рода длинноухих прыгунчиков (Elephantulus). 
Встречается только в северо-западной Африке: Алжир, Ливия, Марокко, Тунис, Западная Сахара. Проживает в саваннах и полупустынных районах, в том числе высоких горах, до 2750 метров над уровнем моря.
Длина тела от 11 до 12,5 см, уши большие, длинный хвост достигает в длину 13—16 см. Масса около 50 граммов. Средняя температура тела 33,6 ° С. Окраска меха на спине варьирует от желтоватого до светло-песчано-розового цвета, на брюхе — белого цвета. Морда заканчивается коротким, гибким хоботком, на вершине которого расположены открытые ноздри. Задние ноги длиннее передних. Представители этого вида имеют хорошо развитые железы под хвостом, которые используются для обозначения территории.
Это одиночные животные, которые образуют моногамные пары. Строят сложную систему туннелей для укрытия в случае опасности. Во время сна или отдыха, либо в случае понижения температуры окружающей среды могут впадать в ступор, при котором резко снижается температура тела. Питаются в основном насекомыми, находят которых благодаря своему чувствительному хоботку. В неволе питаются фруктами и овощами.
Сезон размножения длится с января по август. Беременность длится около 75 дней, в помёте от 1 до 4 детёнышей, обычно два. В районах с мягким климатом начало рождений в марте, на большей высоте — в апреле. Детёныши рождаются с открытыми глазами и покрытые волосами. Примерно через неделю переходят на твёрдую пищу типичную для взрослых. В нормальных условиях они живут около 1,5 лет, в неволе — до 4 лет.
Естественными врагами являются змеи, хищные птицы, лисицы и представители куньих.